# Kernkraftwerk Fitzpatrick
Das Kernkraftwerk FitzPatrick (englisch Fitzpatrick Nuclear Generating Station) mit einem Siedewasserreaktor liegt in Scriba (New York) nahe Oswego im US-Bundesstaat New York am Südostufer des Ontariosees. Auf demselben Gelände steht auch das Kernkraftwerk Nine Mile Point.

## Der Reaktor
Baubeginn des Siedewasserreaktors von General Electric war am 20. Mai 1970, am 1. Februar 1975 nahm er den Betrieb auf.  Er ist baugleich mit dem explodierten Reaktor 1 im Kernkraftwerk Fukushima Daiichi.

## Debatte um vorzeitige Abschaltung
Seit Jahren fuhr das Kraftwerk Verluste ein und war für den Betreiber Entergy nicht wirtschaftlich. Grund war die starke Konkurrenz durch hohe Erdgasvorkommen auf Grund des in den Vereinigten Staaten weit verbreiteten Fracking. Mark Cooper von der Vermont Law School sah das Kraftwerk bereits in seinem Bericht aus dem Jahr 2011 als kaum konkurrenzfähig an.
Im September 2015 wurde bekannt, dass Entergy aus wirtschaftlichen Gründen überlegte, ob eine Neubestückung des Reaktors mit Brennstoff im Jahr 2016 sinnvoll wäre. Im November 2015 kündigte das Unternehmen die Stilllegung an, diese war zum 27. Januar 2017 geplant. Forderungen über Maßnahmen, die eine Stilllegung verhindert hätten, hatte Entergy dabei nicht gestellt.

## Verkauf an Exelon
Am 9. August 2016 gab der Stromversorger Exelon bekannt, dass er Fitzpatrick für 110 Mio. USD von Entergy übernehmen würde. 
Exelon verpflichtete sich, Fitzpatrick Anfang 2017 mit neuen Brennelementen zu versorgen und das Kraftwerk weiter zu betreiben. Dem vorausgegangen war eine Initiative des Gouverneurs von New York, Andrew Cuomo, der sich für den Erhalt des Kernkraftwerks einsetzte. Daraufhin beschloss der Gesetzgeber des Bundesstaates New York, den weiteren Betrieb der Kernkraftwerke Ginna, Fitzpatrick und Nine Mile Point durch Subventionen in Höhe von nahezu 500 Mio. USD pro Jahr zu unterstützen. Stand Februar 2018 bereiteten Umweltgruppen eine Klage gegen die ihrer Meinung nach widerrechtlichen Subventionen der Atomenergie im Bundesstaat New York vor.

## Daten der Reaktorblöcke
Das Kernkraftwerk Fitzpatrick hat einen Block:
| Reaktorblock | Reaktortyp         | Netto- leistung | Brutto- leistung | Baubeginn  | Netzsyn- chronisation | Kommer- zieller Betrieb | Abschal- tung |
| ------------ | ------------------ | --------------- | ---------------- | ---------- | --------------------- | ----------------------- | ------------- |
| Fitzpatrick  | Siedewasserreaktor | 852 MW          | 882 MW           | 20.05.1970 | 01.02.1975            | 28.07.1975              |               |